# Lama (torrente)
Il Lama è un torrente che scorre interamente nel territorio della provincia di Salerno, ed è un affluente di sinistra del fiume Tusciano.

## Corso del torrente
Nasce nella Tampa del Giocatore a 248 metri. Passa presso Bellizzi (16 km da Salerno). Sfocia infine nel Tusciano presso Picciola.

## Fauna ittica
Nel torrente come anfibi sono presenti la raganella italiana e la rana dalmatina, come rettile è presente la natrice dal collare. È presente anche un uccello acquatico, la gallinella d'acqua. Sono presenti anche piccoli ciprindi, come ad esempio la rovella

## Inquinamento del torrente
Abitato da molte specie animali non è raro trovare dei rifiuti nel letto e negli argini del fiume,vista la vicinanza dei centri abitati . Non mancano nemmeno le schiume anomale,vista la presenza di siti industriali ,che frequentemente causano la morte di molte specie di pesci e anatre che abitano la fauna del torrente .

## Comuni attraversati dal torrente Lama
- Montecorvino Pugliano
- Montecorvino Rovella
- Bellizzi
- Pontecagnano Faiano